# フアン・マヌエルアロンソ
フアン・マヌエルアロンソ（Juan Manuel Alonso、2001年9月19日 - ）は、スーペル・ラグビー・アメリカス、ペニャロール・ラグビーに所属するラグビーユニオン選手。

## プロフィール
- ウルグアイ出身[1]。
- ポジションはセンター(CTB)。
- 身長 185cm、体重 102kg
- ウルグアイ代表キャップは14（2024年12月現在）でラグビーワールドカップ2023のウルグアイ代表に選ばれた[2]。

## 略歴
ペニャロール、CAブリーヴを経て、2022年、ペニャロールに加入。